# Georg Domaschnian

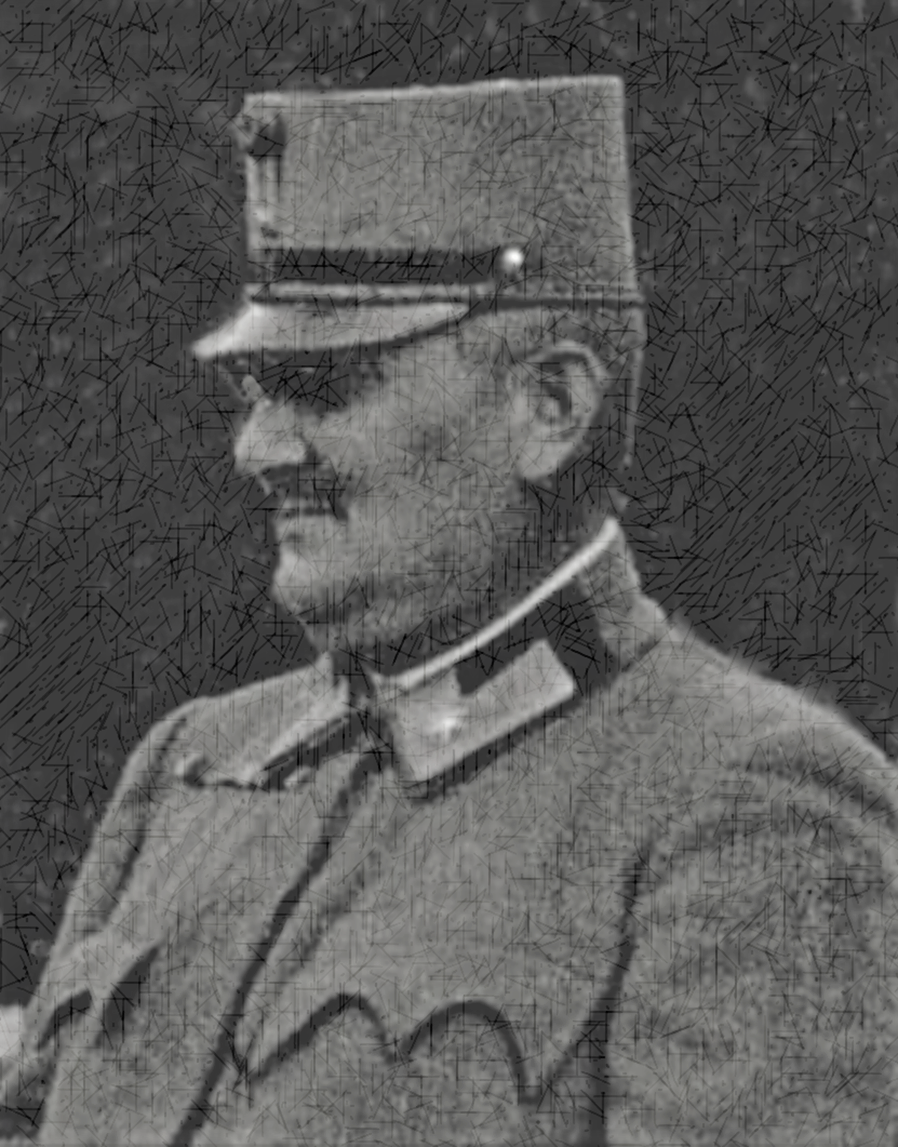
Georg Domaschnian 1917

Georg Domaschnian, rumänisch: Gheorghe Domășnean, auch Gheorghe Domășneanu (* 20. Oktober 1868 in Mehadia, Österreich-Ungarn; † 18. September 1940 in Timișoara) war ein rumänischer k. u. k. Generalstabschef, Generalmajor sowie nach 1918 rumänischer Divisionsgeneral, Politiker und Bürgermeister von Timișoara (Temeswar).

## Leben

### In Österreich-Ungarn

Österreichisch-ungarische Infanterie am Isonzo

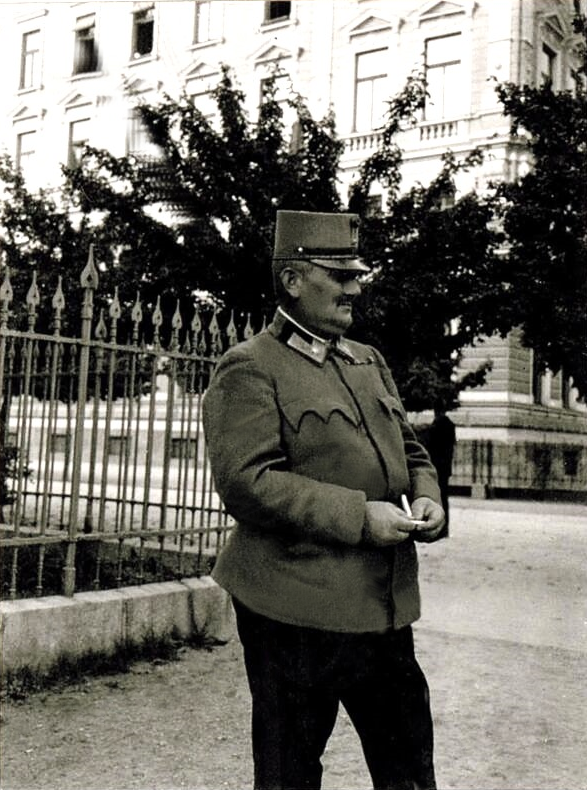
Georg Domaschnian als k.u.k. Brigadegeneral 1916

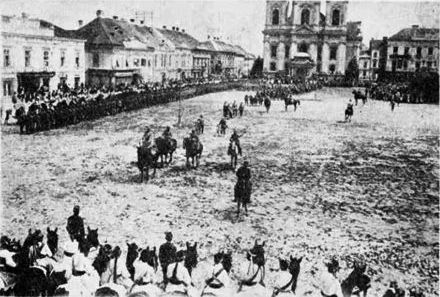
Rumänische Armee in Timișoara, 3. August 1919

Domaschnian war der Sohn des Unteroffiziers im Banater Grenzregiment Iancu und seiner Gattin Ana. Nach dem Besuch der Grundschule in Orschowa meldete ihn sein Vater an der Militärrealschule in Eisenstadt an. Danach frequentierte er die höhere Militärschule in Weißkirchen, die er mit hervorragendem Ergebnis absolvierte. Mit Hilfe des Generals Trajan Doda wurde er an der Theresianischen Militärakademie in der Wiener Neustadt aufgenommen, die er als Jahrgangsbester abschloss.
Nach dem Absolvieren der Akademie wurde er 1890 als Leutnant auf seine Bitte hin zum Infanteriegrenzregiment Nr. 43 in Caransebeș transferiert und durfte alsbald die k.u.k. Kriegsschule besuchen, die er wiederum als bester seines Jahrgangs abschloss. Deshalb wurde er außer der Rangtour am 1. November 1900 zum Hauptmann befördert und dem Operationsbüro des Generalstabs zugeteilt.
Der Offizier wurde am 12. März 1906 im Rang eines Majors im Generalstab zur Festung Riva, sodann am 20. März 1911 in die 5. Abteilung des k. u. k. Reichskriegsministeriums versetzt. Nach seiner Beförderung zum Oberstleutnant im Generalstab am 1. Mai 1911, folgte am 21. Oktober des Jahres seine Ernennung zum Abteilungsvorstand der 5. Abteilung des Kriegsministeriums. In diesem Amt rückte er am 1. November 1913 zum Oberst im Generalstab. Als Vorstand der 5. Abteilung war er für die für operative Angelegenheiten, Reichsbefestigung, Kommunikations-, Post- und Telegraphenwesen, Truppendislokation und taktische Ausbildung des Heeres, Reglements, Generalstabs- und Angelegenheiten der Pioniertruppe, dann der Fachbildungsanstalten zuständig.
Domaschnian war seit dem 14. April 1914 bis Kriegsende Generalstabschef der 10. Armee. Im Krieg beteiligte er sich während der Vierten Isonzoschlacht als Kommandant der 60. Infanteriebrigade an den Gefechten um den Brückenkopf bei Görz (25. bis 29. November 1915), die letztlich zum Scheitern der italienischen Durchbruchsversuche führte. Dort hatte er den Abschnitt bei Oslavija übernommen, wo es zu heftigen, schließlich erfolgreichen Gefechten kam. Für seinen Einsatz wurde er mit dem Ritterkreuz des Österreichisch-kaiserlichen Leopold-Ordens (KD.) sowie dem Militärverdienstkreuz (KD.) ausgezeichnet.
Der Offizier wurde am 1. August 1917 (mit Rang vom 7. September des Jahres) Generalmajor und kämpfte ab dem 15. Juni 1918 an der Heimatfront in Tirol.
Er wurde als österreichischer General am 1. Januar 1919 pensioniert.

### Im Königreich Rumänien
Nach der Großen Vereinigung trat er im Rang eines Divisionsgenerals in rumänische Dienste und stellte sich zur Disposition des Leitenden Rates von Siebenbürgen, Banat und der rumänischen Provinzen in Ungarn in Sibiu unter Iuliu Maniu. Hier beauftragte man ihm die Organisation eines nationalen Heeres in Siebenbürgen und dem Banat zu übernehmen. In dieser Funktion stellte er vier rumänische Divisionen auf und organisierte die Gendarmerie in den beiden Regionen. Er unterstützte sodann Johann Boeriu von Polichna in der Kampagne gegen Ungarn. Danach lehnte er den Vorschlag von Korpsgeneral Constantin Cristescu ab, unter jenem stellvertretender Generalstabschef der rumänischen Armee zu werden und zog es vor, im Banat zu bleiben und dort die 19. Division mit Standort in Timișoara zu übernehmen. Im Jahr 1919 wurde er zum Vorsitzenden der Vermögensgesellschaft in Caransebeș gewählt. Ende 1920 trat der Offizier endgültig in den Ruhestand und wurde noch mit dem Orden der Krone von Rumänien in der Klasse eines Großoffiziers dekoriert.
Nach Abschluss seiner Militärkarriere engagierte er sich politisch und war vom 9. März 1929 bis 23. Dezember 1929 der erste rumänischstämmige Bürgermeister von Timișoara. In dieser Eigenschaft setzte er einige Vorhaben zum Wohle der Bürgerschaft um: Die Versetzung der Eisenbahnlinie von Timișoara nach Buziaș, die bis dato die Stadt durchquert hatte, die Beendigung der Bautätigkeiten am „Capitol“ (ursprünglich als Haus der Philharmonie vorgesehen, heute Oper und Theater der Stadt) sowie die Unterstützung der Errichtung einer Metropolie und den Bau einer Kathedrale. Während seiner Amtszeit verzichtete er auf sämtliche Diäten und lebte von seiner Militärpension. Eine ungarischsprachige Zeitung den „Titan der Ehrlichkeit“. In der Folge finanzierte er noch die Publizierung der Zeitschrift „Analele Banatului“ und den Bau des Monuments für den Arzt und Schriftsteller Pavel Vasici-Ungureanu.
In Anerkennung seines Engagements wurde der General am 30. November 1930 zum Ehrenbürger der Stadt Temeswar ernannt. Von König Carol II. erhielt er dafür am 3. April 1931 noch eine hohe rumänischen Auszeichnung, nämlich das Komturkreuz des Ordens König Ferdinand I.
Nach ihm wurde in Timișoara ein Platz sowie die dortige Straßenbahn- und Bushaltestelle benannt: Piaţa General Gheorghe Domăşnean.

## Auszeichnungen (Auswahl)
Der General wurde mehrfach dekoriert.
- Orden der Eisernen Krone 3. Klasse
- Ritterkreuz des Österreichisch-kaiserlichen Leopold-Ordens mit der Kriegsdekoration
- Ritterkreuz des Kaiserlich-Österreichischen Franz-Joseph-Ordens
- Militärverdienstkreuz 3. Klasse
- Militärverdienstkreuz 3. Klasse mit der Kriegsdekoration
- Silberne Militärverdienstmedaille „Signum laudis“ am Bande des MVK
- Komtur des Ordens der Krone von Rumänien
- Komturkreuz des Ordens König Ferdinand I.